# Ordine Nazionale al Merito "José María Córdova"
L'Ordine Nazionale al Merito "José María Córdova" è un'onorificenza concessa dalla Colombia.

## Storia
L'Ordine è stato fondato il 23 dicembre 1950 per premiare atti eccezionali di coraggio o altri servizi. L'Ordine è dedicato al generale colombiano José María Córdova.

## Classi
L'Ordine dispone delle seguenti classi di benemerenza:
- Gran Croce
- Grand'Ufficiale
- Commendatore
- Ufficiale
- Cavaliere
- Membro

| Membro       | Cavaliere       | Ufficiale  |
| Commendatore | Grand'Ufficiale | Gran Croce |

## Insegne
- Il nastro è rosso con bordi azzurri, rossi e gialli per tutte le classi eccetto quella di Membro il cui nastro è completamente rosso.